# 上北インターチェンジ
上北インターチェンジ（かみきたインターチェンジ）は、青森県上北郡東北町にある上北自動車道（上北道路 / 上北天間林道路）のインターチェンジである。

## 歴史
- 2013年（平成25年）3月24日：上北自動車道六戸JCT - 上北IC間開通により供用開始。
- 2019年（平成31年）3月16日 : 上北IC - 七戸IC間開通[2]。

## 道路

### 本線
- E4A 上北自動車道（上北道路 / 上北天間林道路）

### 接続する道路
- 直接接続
  - 青森県道211号折茂上北町停車場線
- 間接接続
  - 青森県道22号三沢七戸線（県道211号経由）

## 料金所
- 各方面とも無料で通行できるため、料金所は設置されていない。

## 隣
E4A 上北自動車道（上北道路）
六戸三沢IC - 上北IC
E4A 上北自動車道（上北天間林道路）
上北IC - 東北IC

## 周辺
- 小川原湖青年の家
- 公立ぎんなん寮

## 形状
ランプウェイはダイヤモンド型で、出入口は4か所に分かれ、付近には追越車線が設置されている。